# 茨城青年師範学校
| 茨城青年師範学校 （茨城青師） | 茨城青年師範学校 （茨城青師）       |
| ----------------------------- | ----------------------------------- |
| 創立                          | 1944年                              |
| 所在地                        | 茨城県西茨城郡宍戸町 （現・笠間市） |
| 初代校長                      | 磯野清                              |
| 廃止                          | 1951年                              |
| 後身校                        | 茨城大学                            |
| 同窓会                        | －                                  |

茨城青年師範学校 （いばらきせいねんしはんがっこう） は、1944年 （昭和19年） に設立された青年師範学校である。

## 概要
- 1903年（明治36年）設立の茨城県立農学校附属農業教員養成所を起源とする。
- 1944年、茨城県立青年学校教員養成所（1935年設立）の国への移管により茨城青年師範学校となった。
- 第二次世界大戦後の学制改革により、新制茨城大学教育学部の母体の一つとなった。

## 沿革
- 1903年4月： 茨城県立農学校附属農業教員養成所として創立 （水戸市緑町、現・茨城県立歴史館）。
- 1913年8月： 廃止。
- 1917年4月： 茨城県立農学校農業教員養成科として復活。
- 1922年4月： 茨城県立農業補習学校教員養成所と改称。
- 1935年4月： 茨城県立青年学校教員養成所と改称 （2年制）。
- 1944年4月1日： 官立移管され茨城青年師範学校設置。
  - 本科3年制、男子部のみ。初代校長： 磯野清 （茨城師範学校と兼務）。
- 1945年4月1日： 県立上郷農蚕学校 （筑波郡上郷村） に移転[1]。
- 1946年4月： 女子部を設置。
- 1948年9月： 西茨城郡宍戸町の旧海軍筑波航空隊兵舎に移転。
- 1949年5月31日： 新制茨城大学発足。
  - 茨城師範学校と共に教育学部の母体として包括され、職業科 （のちの技術科） に継承された。
  - 青年師範学校校地には教育学部友部農場が設置された。
- 1951年3月： 茨城大学茨城青年師範学校 （旧制）、廃止。

## 歴代校長
官立茨城青年師範学校
- 校長： 磯野清 （1944年4月1日 - ）
- 校長： 浜口徳治 （1945年4月1日 - ）

## 校地の変遷と継承

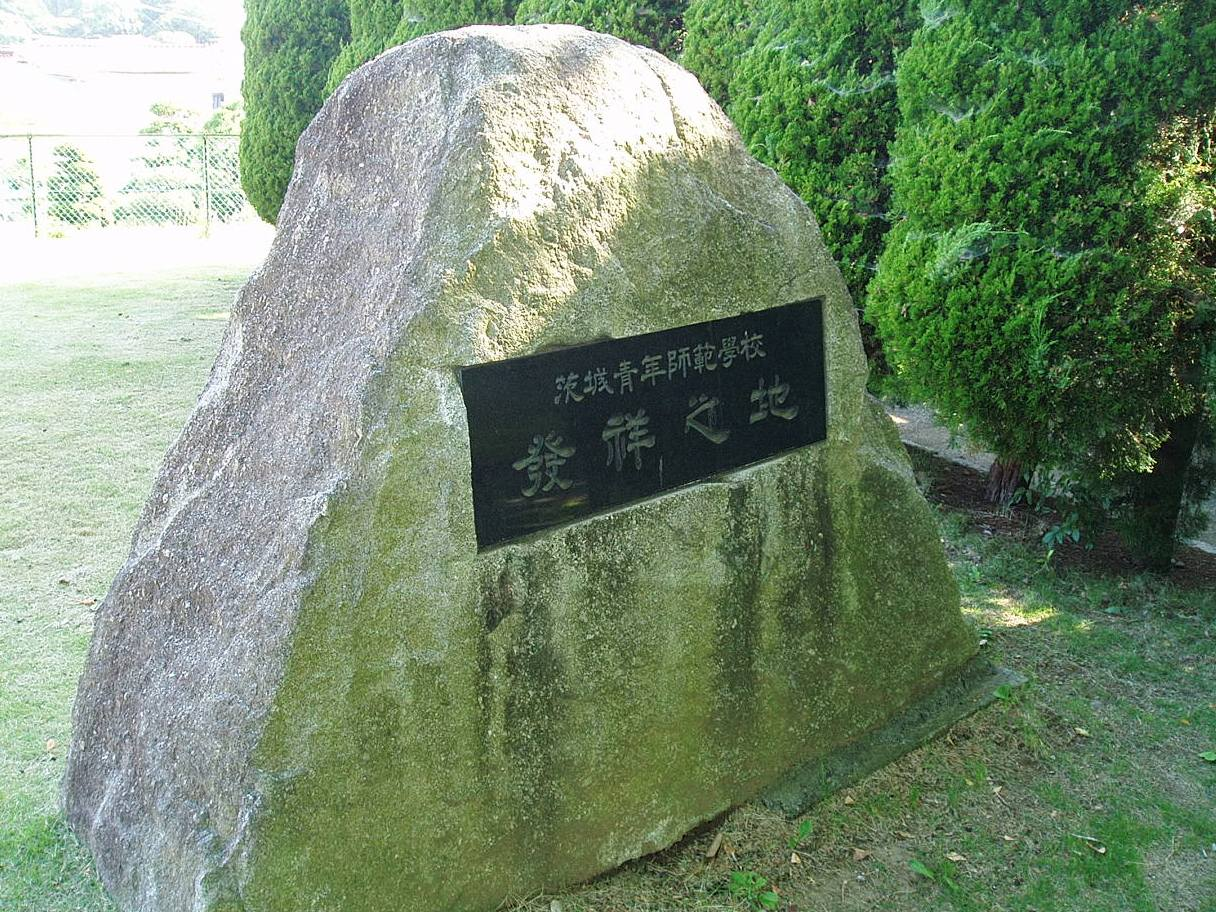
発祥之地碑（茨城県立歴史館前庭）

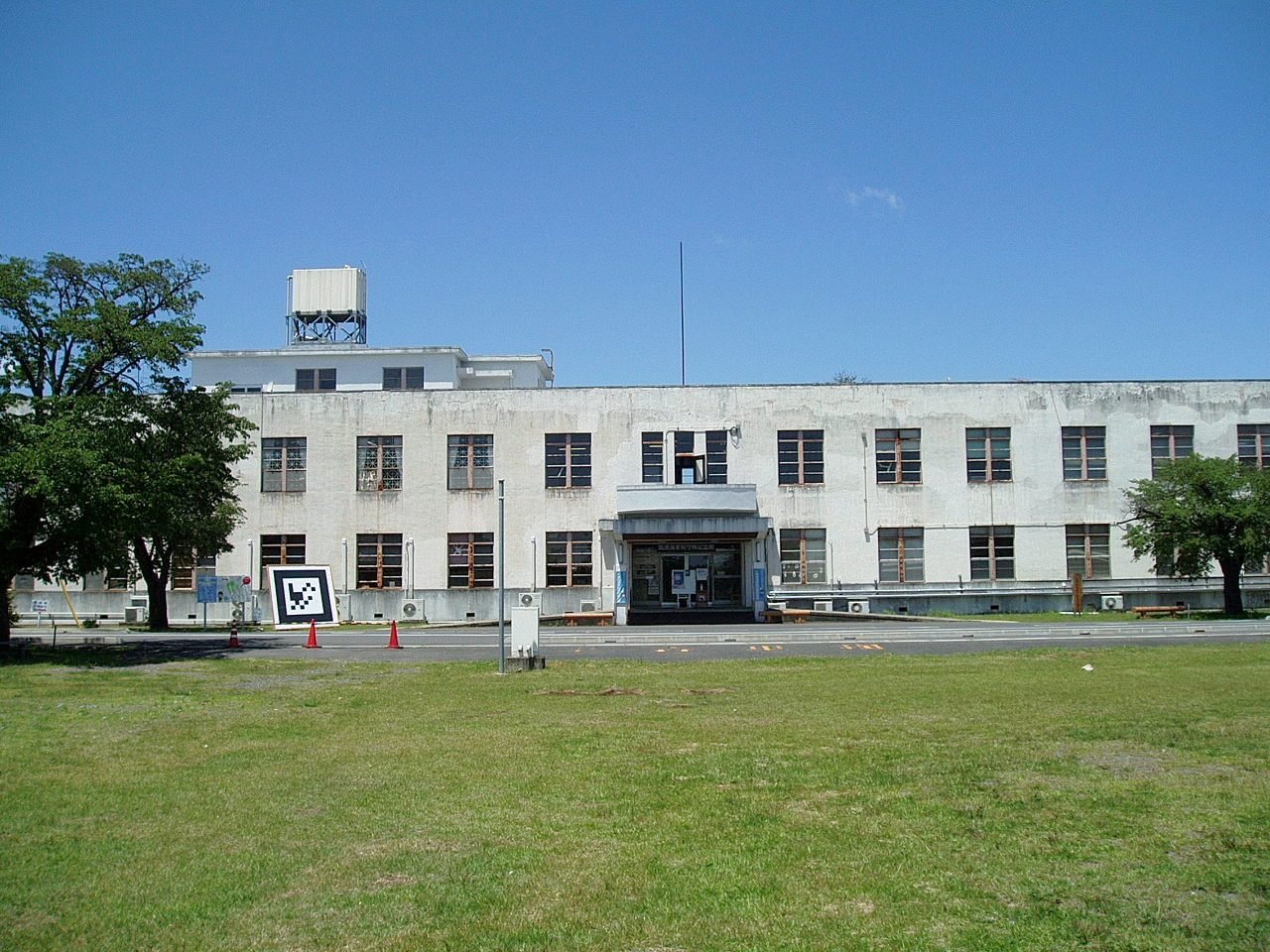
旧・筑波海軍航空隊司令部（茨城県立友部病院 旧・管理棟）。兵舎は現存しない

茨城青年師範学校は母体となった茨城県立水戸農学校 （現・茨城県立水戸農業高等学校、当時は水戸市緑町に所在） の校地で発足した。翌1945年4月1日、筑波郡上郷村上郷 （現・つくば市上郷） の茨城県立上郷農蚕学校 （現・茨城県立上郷高等学校） 校地に移転した。1948年9月には、西茨城郡宍戸町 （のちの友部町、現・笠間市旭町） の旧海軍筑波航空隊兵舎に移転した。同校地は後身の新制茨城大学教育学部に引き継がれ、教育学部友部農場となった。友部農場は1955年3月に廃止された （水戸市東原に移転）。
現在、茨城県立水戸農学校の跡地は茨城県立歴史館となっている。海軍筑波航空隊の跡地は、茨城県立こころの医療センター（旧・茨城県立友部病院）や国土交通省友部航空無線通信所となっている。